# Santa Lucía kommun, Colombia
Santa Lucía är en kommun i Colombia.   Den ligger i departementet Atlántico, i den norra delen av landet, 600 km norr om huvudstaden Bogotá. Antalet invånare är 12 418. Santa Lucía ligger vid sjöarna  Ciénaga de La Botija Ciénaga Jobo och Ciénaga El Playon.